# Tycomarptes
Tycomarptes is een geslacht van vlinders van de familie Uilen (Noctuidae), uit de onderfamilie Hadeninae.

## Soorten
- T. adami Laporte, 1974
- T. aethiopica Laporte, 1974
- T. berioi Laporte, 1974
- T. bipuncta Laporte, 1974
- T. bipunctatoides Laporte, 1974
- T. gelladarum Rougeot & Laporte, 1983
- T. inferior (Guenée, 1852)
- T. journiaci Laporte, 1977
- T. limoni Laporte, 1974
- T. mauensis Laporte, 1984
- T. praetermissa (Walker, 1857)
- T. semyensis Rougeot & Laporte, 1983
- T. superior Krüger, 2005
- T. thibauti Laporte, 1974
- T. tortirena (Prout A. E., 1921)